# Provincie Čikuzen

Mapa japonských provincií se zvýrazněnou provincií Čikuzen

Provincie Čikuzen (japonsky: 筑前国; Čikuzen no kuni) byla stará japonská provincie ležící na ostrově Kjúšú. Sousedila s provinciemi Buzen, Bungo, Čikugo a Hizen. Na jejím území se dnes rozkládá většina prefektury Fukuoka (mimo své jižní a východní části).
Starobylé hlavní města provincie zřejmě leželo nedaleko Dazaifu, dnes je ale dominantním městem oblasti Fukuoka.
V letech 1274 a 1281 byla provincie Čikuzen místem vylodění mongolských invazních sil, které byly nakonec zničeny silným tajfunem, jenž byl následně nazván božským větrem (kamikaze).